# 赤沙印記@四葉草.2
《赤沙印記＠四葉草.2》（英語：、節目預告和宣傳片被讀為「赤沙印記at四葉草dot二」）是無綫電視以沙灘排球為題材的青春偶像電視劇，本劇集是《四葉草》系列中的第二輯（共4輯），惟劇情與第一輯《當四葉草碰上劍尖時》、第三輯《盛裝舞步愛作戰》及第四輯《南華夢飛翔》沒有關係，劇中學校在香港教育學院取景，運動場則取景於香港教育學院運動中心及黃金泳灘。
本劇集於2004年暑期在翡翠台首播；2012年7月1日至9月1日於myTV重播。

## 演員表

### 葉家
| 演員   | 角色   | 備註                                                          |
| 鄭丹瑞 | 葉樹高 | 葉菁、葉蕎、葉茵之父 葉陸素之夫                               |
| 林珊珊 | 葉陸素 | 葉菁、葉蕎、葉茵之母 葉樹高之妻                               |
| 楊秀惠 | 葉 菁  | 葉樹高、葉陸素之長女 葉蕎、葉茵之大姊 于逸臣之前女友 方力之女友 |
| 李思欣 | 葉 蕎  | 葉樹高、葉陸素之次女 葉菁之妹 葉茵之二姊 逸臣之女友           |
| 陳自瑤 | 葉 茵  | 葉樹高、葉陸素之幼女 葉菁、葉蕎之三妹 梁志平之女友            |

### 家
| 演員     | 角色   | 備註                                                     |
| 商天娥   | 林嘉儀 | 逸臣之母                                                 |
| 司徒瑞祈 | 逸臣   | 阿臣 清嵐國際學校校草 于林嘉儀之子 葉菁之前男友 葉蕎之男友 |

### 方家
| 演員   | 角色     | 備註                                                                   |
| 羅冠蘭 | 方陳貴妹 | 方力、方敏之母                                                         |
| 蔡淇浚 | 方 力    | Nic 方陳貴妹之子 方敏之兄 喜歡葉菁，經常在不開心時看其跳芭蕾舞，後男友 |
| 董敏莉 | 方 敏    | Mon Mon 方陳貴妹之女 方力之妹 患有血癌                                 |

### 清嵐國際學校（教職員）
| 演員   | 角色   | 備註                   |
| 張堅庭 | 黃才俊 | 校長                   |
| 黃真真 | -      | 訓導主任               |
| 徐子淇 | 關筱男 | Miss Kwan 張立剛之女友 |
| 劉綽琪 | 馮仁珍 | Miss Fung              |
| 關圳榮 | 劉成錦 | 校園DJ                 |
| 梁浩邦 | 劉 浪  | 校園DJ                 |

### 清嵐國際學校（沙灘排球隊）
| 演員     | 角色   | 備註                                            |
| 馬德鐘   | 張立剛 | 張Sir 沙灘排球隊教練 關筱男之男友               |
| 司徒瑞祈 | 逸臣   | 沙灘男子排球隊之隊長 葉菁之前男友 葉蕎之男友    |
| 蔡淇浚   | 方 力  | 沙灘男子排球隊之球員                            |
| 楊秀惠   | 葉 菁  | 沙灘女子排球隊之幹事                            |
| 李思欣   | 葉 蕎  | 沙灘女子排球隊之球員                            |
| 陳自瑤   | 葉 茵  | 沙灘女子排球隊之球員                            |
| 陳少邦   | 王少   | 杰仔 沙灘男子排球隊之副隊長 于逸臣之拍檔 喜歡葉蕎 |
| 胡俊霆   | 畢子言 | 沙灘男子排球隊之球員 方力之拍檔                 |
| 王家敏   | 李麗媚 | Eugen 沙灘女子排球隊之球員                      |
| 張詠恩   | 黃秀杏 | 阿杏 校長的女兒 沙灘女子排球隊之幹事            |
| Sky      | 學生   | 沙灘男子排球隊之球員                            |

### 其他演員
| 演員   | 角色          | 備註       |
| 張詠妍 | 梅香華        |            |
| 駱 樂  | 陳飛鳳        |            |
| 譚永浩 | 梁志平        | 葉茵之男友 |
| 洪巧玲 | Ada（津木2A） |            |
| 陳逸璇 | Amy（津木2A） |            |

### 上輯主要角色
| 演員   | 角色   | 備註 |
| 黎諾懿 | 歐陽逸 | 歐陽樂之兄 喜歡鄭嘉南，後為其男友（上輯第10集），最後為其夫（本輯第1集） 朱滿堂、關宇龍之好友 出現於第1,7,12集（客串演出）      |
| 黃婉佩 | 鄭嘉南 | 喜歡歐陽逸，後為其女友（上輯第10集），最後為其妻（本輯第1集） 高晴、藍雪文、黃妙兒、徐金妹之好友 出現於第1,3,7,12集（客串演出） |
| 李雨陽 | 朱滿堂 | Don少 喜歡高晴，後為其男友（上輯第10集） 歐陽逸、關宇龍之好友 出現於第7,12集（客串演出）                                        |
| 唐詩詠 | 高 晴  | 暗戀朱滿堂，後為其女友（上輯第10集） 鄭嘉南、藍雪文、黃妙兒、徐金妹之好友 出現於第1,7,12集（客串演出）                          |
| 陳宇琛 | 關宇龍 | 喜歡藍雪文，後為其男友（上輯第10集） 歐陽逸、朱滿堂之好友 出現於第1,7,12集（客串演出）                                          |
| 姚子羚 | 藍雪文 | 喜歡關宇龍，後為其女友（上輯第10集） 鄭嘉南、高晴、黃妙兒、徐金妹之好友 出現於第1,7,12集（客串演出）                            |
| 戴夢夢 | 黃妙兒 | 大隻妙 喜歡梁廣昌，後為其女友 鄭嘉南、高晴、藍雪文、徐金妹之好友 出現於第3,12集（客串演出）                                     |
| 傅嘉莉 | 徐金妹 | 十三妹 喜歡劉克風，後為其女友（上輯第11集） 鄭嘉南、高晴、藍雪文、黃妙兒之好友 出現於第3,12集（客串演出）                       |

### 客串演出
| 演員   | 角色           | 備註                           |
| 郭富城 | Aaron          |                                |
| 李克勤 | -              | 校 長                          |
| 吳卓羲 | 津木沙排隊隊員 |                                |
| 蔡卓妍 | 阿 Sa          |                                |
| 鍾欣潼 | 阿 嬌          |                                |
| 方力申 | 許 樂          |                                |
| 周勵淇 | 繆美詩         | Cherry                         |
| 容祖兒 | -              | 吉卜賽女郎                     |
| 陳小春 | -              | 排球隊隊員                     |
| 鄭伊健 | -              | 排球隊隊員                     |
| 林曉峰 | -              | 校 工                          |
| 官恩娜 | -              | 醫 生                          |
| 許志安 | 許志安         |                                |
| 成奎安 | 大 傻          |                                |
| 張學友 | 痴線佬         |                                |
| 張達明 | -              | 婆 婆                          |
| 余文樂 | -              | 英俊學生                       |
| 李逸朗 | -              | 學 生                          |
| 林威辰 | -              | 學 生                          |
| 林子萱 | -              | 學 生                          |
| 古巨基 | -              | 葉茵、葉蕎、葉菁表哥（攝影師） |
| 梁洛施 | -              | 算命客人                       |
| 曹敏莉 | 珠寶店職員     |                                |
| 陳文媛 | -              | 于逸臣表姐（鋼琴家）             |
| 許紹雄 | 王 叔          |                                |
| 鄭 融  | -              | 方力朋友                       |
| 鄧穎芝 | -              | 方力朋友                       |
| 劉浩龍 | -              | 方力朋友                       |
| 梁靖琪 | -              | 葉茵朋友                       |
| 陳美詩 | -              | 葉茵朋友                       |
| 洪天明 | -              | 沙灘男孩                       |
| 吳家樂 | -              | 沙灘男孩                       |
| 雷凱欣 | -              | 沙灘女孩                       |
| 杜麗莎 | -              | 葉菁之姨                       |
| 范振鋒 | -              | 學 生                          |
| 梁梓禧 | -              | 學 生                          |
| Boy'z  | -              | 四葉草牛奶廣告明星             |
| Shine  | -              | 四葉草牛奶廣告明星             |
| 吳日言 | -              | 珠寶店售貨員                   |
| 黃婉君 | -              | 咖啡廳店員                     |

## 外部連結
- 無綫電視官方網頁

## 电视节目的变迁
| 香港、 马来西亚 TVB星河频道 星期一至五 18:30 - 19:30 | 香港、 马来西亚 TVB星河频道 星期一至五 18:30 - 19:30 | 香港、 马来西亚 TVB星河频道 星期一至五 18:30 - 19:30 |
| ---------------------------------------------------- | ---------------------------------------------------- | ---------------------------------------------------- |
|                                                      | 赤沙印記@四葉草.2 （2022年7月19日－2022年8月4日）    |                                                      |
| 當四葉草碰上劍尖時 （2022年7月4日－2022年7月18日）   | 無業樓民 （2022年8月5日－2022年9月2日）              |                                                      |